# Łowcy głów

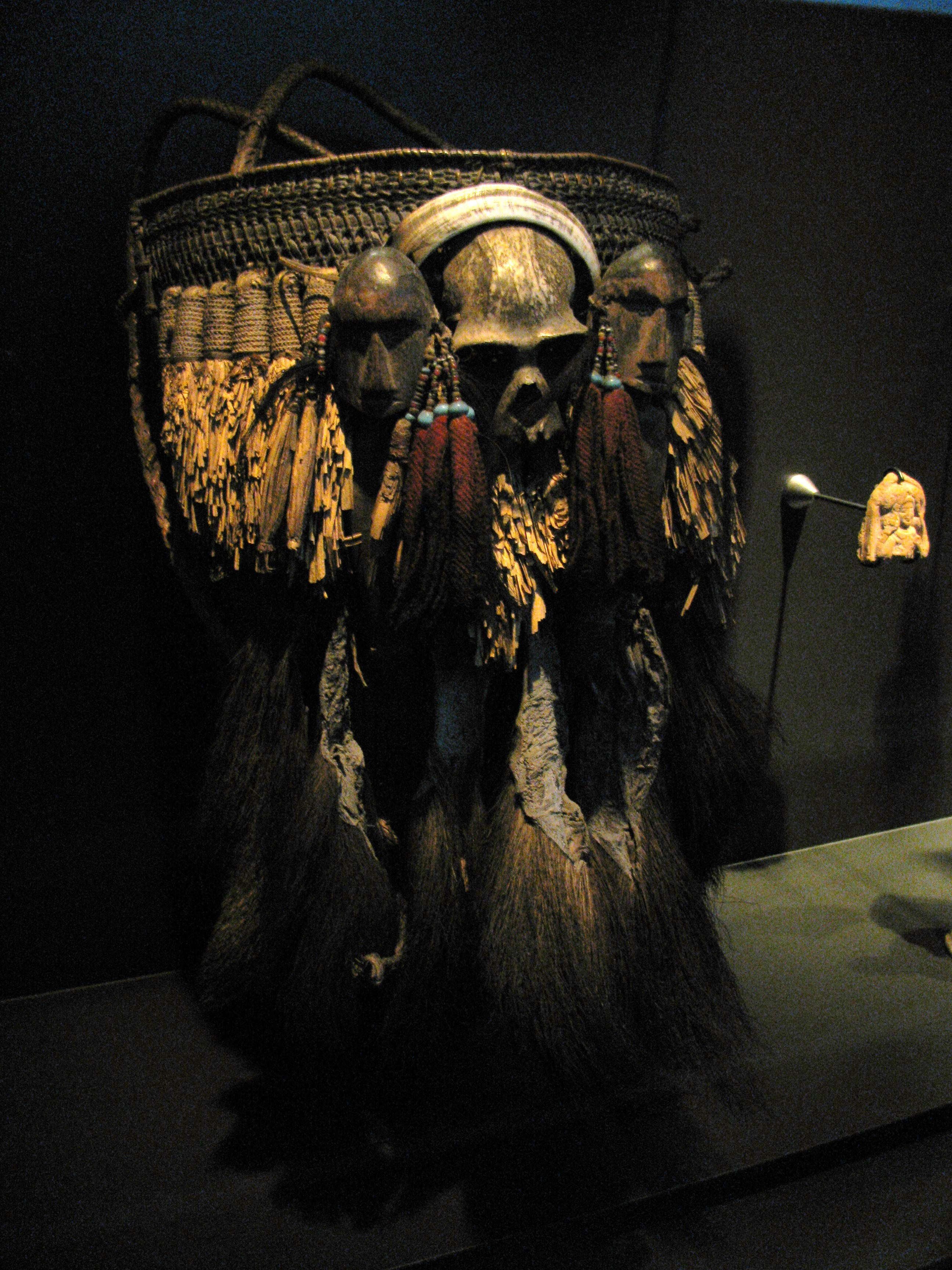
Kosz rytualny ludu Konyak Naga

Łowcy głów – ludy praktykujące zdobywanie jako trofeum wojennego głów zabitych wrogów. Zazwyczaj przypisywali czaszkom szczególne właściwości magiczne. Praktyki takie miały miejsce w różnych częściach świata, wymienia się w tym kontekście np. Nagów z północno-wschodnich Indii czy Dajaków z Borneo.